# غوار (اسم)
غوار هو اسم علم مذكر من أصل عربي، ومعناه هو جاء على صيغة المبالغة، الكثير الغارات العنيف الهجوم المغوار، من الفعل أغار عليهم هجم عليهم وأوقع بهم.

## شخصيات خيالية تحمل الاسم
- غوار الطوشة

## وصلات خارجية
- موسوعة السلطان قابوس لأسماء العرب نسخة محفوظة 5 أبريل 2019 على موقع واي باك مشين.